# 登美直名
登美 直名（とみ の ただな）は、平安時代初期の貴族。用明天皇の後裔。官位は従五位下・豊後権守。

## 経歴
弘仁13年（822年）主膳監正に任ぜられる。淳和朝では美濃大掾・近江大掾・大和介と地方官を歴任し、この間の天長4年（827年）に従五位下に叙爵している。
承和2年（835年）大判事に転じたのち、承和9年（842年）散位頭、承和11年（844年）少納言と、仁明朝では京官を歴任する。承和12年（845年）直名自身が有力檀越であった法隆寺の僧・善愷から、寺財の不当売却とその利益の不当収取（布22端3丈に相当）を理由に訴えられる。弁官らの審理により当初遠流の判決を受けるが、承和13年（846年）には右少弁・伴善男の主張により訴訟は無効とされ、直名は無罪となった（善愷訴訟事件）。
直名は無罪となったもの、事件後間もない承和14年（847年）正月に大宰少弐として地方官に転任する。さらに嘉祥2年（849年）8月には豊後権守に転じ、同年12月には直名が謀反したとして大宰府より朝廷に対して報告がなされている。その後流罪となるが、嘉祥3年（850年）罪を赦され放免された。
仁寿3年（853年）6月10日卒去。享年62。最終官位は前豊後権守従五位下。

## 人物
非常に才学があり、弁舌が人並み以上に優れていた。自分に対して不服の申し立てがあってもこれを抑え込んで、必ず報復するような悪い癖があり、論者にはこのことで憎まれたという。善愷訴訟事件において、遂には弁官を除名させるに至ったのは、まさにこの類の事柄であった。
善愷訴訟事件での当初の審理において、正躬王ら弁官は直名について、国家においては憎むべき奸臣で、家においては欲が深く人の道に背く人物である、と主張したという。

## 官歴
『六国史』による。
- 弘仁13年（822年） 2月：主膳監正
- 天長2年（825年） 7月：美濃大掾
- 天長3年（826年） 正月：近江大掾
- 時期不詳：正六位上
- 天長4年（827年） 正月21日：従五位下
- 天長7年（830年） 正月：大和介
- 承和2年（835年） 9月：大判事
- 承和9年（842年） 正月：散位頭
- 承和11年（844年） 2月：少納言
- 承和14年（847年） 正月：大宰少弐
- 嘉祥2年（849年） 正月：従五位下。8月20日：豊後権守
- 嘉祥3年（850年） 3月18日：放免
- 仁寿3年（853年） 6月10日：卒去（前豊後権守従五位下）